# Fessura orbitaria superiore
La fessura orbitaria superiore collega la fossa cranica media con le cavità orbitarie. È formata superiormente dal margine posteriore delle piccole ali dello sfenoide, mentre inferiormente dal margine anteriore delle grandi ali dello sfenoide.
Da questa fessura passano il III, il IV ed il VI paio di nervi cranici (rispettivamente oculomotore comune, trocleare ed abducente), la vena oftalmica superiore (arteria oftalmica decorre nel foro ottico), e la prima branca del nervo trigemino (V paio di nervi cranici), ovvero il nervo oftalmico